# Mandat (međunarodno pravo)
U međunarodnom pravu, mandat je obveza koju izdaje međuvladina organizacija (npr. Ujedinjeni narodi) zemlji koja je obvezna slijediti upute organizacije.
Prije stvaranja Ujedinjenih naroda, svi su mandati izdavani od Lige naroda. Primjer takvog mandata bila bi australska Nova Gvineja, službeno poznata kao Teritorij Papue.